# Enceinte d'Auch
L'enceinte d'Auch est une enceinte située dans la ville d'Auch, dans l'Occitanie dans le Gers.

## Situation
Elle se situe sur le flanc est de la ville haute d'Auch, s'étendant sur trois parcelles cadastrales correspondantes à des habitations.

## Histoire
La tour est classée au titre des monuments historiques par arrêté du 22 mai 1964. 
La tour des Pénitents-Bleus, sûrement pleine, est rattachée aux remparts antiques de la ville, datant du Bas-Empire ou du Haut Moyen Âge. Le plan de Belleforest, au XVIe siècle, dévoile trois tours rondes similaires mais disparues près de l'archevêché. L'ouvrage est le plus ancien d'Auch.

## Description
Un appareil caractéristique fait de rangées alternées de pierres de petit appareil et de briques plates a permis la réalisation de l'édifice, la base est empâtée de gros appareil, les caves des maisons adjacentes sont prolongées par une courtine de part et d'autre.